# Cara a Cara (telenovela)
Cara a Cara é uma telenovela brasileira produzida e exibida pela Rede Bandeirantes, de 16 de abril a 30 de dezembro de 1979, em 223 capítulos, sendo substituída por Pé de Vento.   
Escrita por Vicente Sesso, sob direção de Arlindo Pereira e direção geral de Jardel Mello, foi a primeira "novela das sete" da emissora e marcou o reinício de sua produção dramatúrgica, após um período experimental de 1967 a 1969.
Conta com Fernanda Montenegro, Luis Gustavo, Nathália Timberg, Débora Duarte, David Cardoso, Édson França, Márcia de Windsor e Irene Ravache nos papéis principais.

## Produção e repercussão
Cara a Cara reuniu astros da Rede Globo e da Rede Tupi e fez sucesso na época de sua exibição, principalmente após a mudança para a faixa das 19h, horário no qual o autor já havia levado ao ar grandes sucessos como Minha Doce Namorada (1971) e Uma Rosa com Amor (1972), ambas na Globo.
O cantor Antônio Marcos, na época casado com a atriz Débora Duarte, interpretou o tema de abertura da telenovela e viveu o mecânico Nando, um papel importante na telenovela, formando um trio com Fúlvio Stefanini e Luiz Gustavo. 
David Cardoso, astro de grandes bilheterias na época das pornochanchadas, conta no livro David Cardoso - Persistência e paixão, que ao ser convidado para fazer a telenovela, que queria o mesmo salário de Fernanda Montenegro, por ser o galã, e que seu nome fosse o primeiro nos créditos de abertura. Cardoso diz ter sido atendido.
A mesma TV Bandeirantes exibiu, a partir da década de 1980, um programa também chamado Cara a Cara, apresentado por Marília Gabriela, que nada tinha a ver com a telenovela.
Em 1983, o próprio Vicente Sesso realizou uma adaptação desta novela na Argentina com o nome da original, Cara a Cara. Foi exibida pelo Canal 11 e protagonizada por Verónica Castro e Pablo Alarcón.

## Enredo
Após ter seu filho recém-nascido sequestrado 25 anos antes, a milionária Ingrid Von Schubert passou a vida reclusa em seu palacete em Paris, até conseguir documentos que comprovam que o menino foi enviado para São Paulo, voltando ao Brasil para tentar reencontra-lo. Ela vê sua vida mudar ao conhecer Fran, um jovem festeiro e bem humorado, que mostra para a ricaça como é aproveitar as pequenas coisas da vida pela primeira vez, porém a invejosa Reneé também se interessa pelo rapaz e passa a infernizar o casal. Irmão de Fran, Tonho nunca teve seu amor correspondido por Regininha, porém o pai dela, o arrogante Tarquínio, a pressiona para se casar com o moço para salvar a família da falência. 
Tarquínio esconde o fato de ter matado o pai dos irmãos acidentalmente numa explosão, quando tentou assassinar a própria esposa, a submissa e sofrida Belinha, para ficar com a vedete Elisa. Ainda há Márcia, que sofre preconceito dos vizinhos por ser divorciada e tenta começar a vida profissional aos 40 anos; Orestes, um "novo rico" cafona, que vive em guerra com as filhas Natércia e Tatiana por ter se casado com a jovem Zeny, moça deslumbrada que sonha em ser amiga de Ingrid; e Carolina, uma universitária culta e feminista, que se divide entre o charmoso Julinho, filho mais novo de Tarquínio que vive em conflito com o pai, e o grosseirão Dudu, cuja mãe dele, Amélia, é uma viúva dramática morre de medo do filho casar e deixá-la sozinha.

## Elenco
| Ator/Atriz                   | Personagem                                 |
| ---------------------------- | ------------------------------------------ |
| Fernanda Montenegro          | Ingrid Von Schubert                        |
| Luis Gustavo                 | Francisco Borelli (Fran)                   |
| Nathália Timberg             | Renée Leblanc                              |
| Débora Duarte                | Regina Mendes Carneiro Assunção Fonseca    |
| David Cardoso                | Antônio Borelli (Tonho)                    |
| Édson França                 | Tarquínio Mendes Carneiro Assunção Fonseca |
| Márcia de Windsor            | Belinha Mendes Carneiro Assunção Fonseca   |
| Irene Ravache                | Zeni Bueno Costa                           |
| Rolando Boldrin              | Orestes Bueno Costa                        |
| Maria Isabel de Lizandra     | Carolina                                   |
| Fúlvio Stefanini             | Eduardo Gonçalves (Dudu)                   |
| Roberto Pirillo              | Julinho Mendes Carneiro Assunção Fonseca   |
| Wanda Kosmo                  | Dona Amália Gonçalves                      |
| Carmem Silva                 | Tia Milú Mendes Carneiro Assunção Fonseca  |
| Célia Coutinho               | Márcia Polandrini                          |
| Antônio Marcos               | Nando Cruz                                 |
| Mário Marcos                 | Tico Cruz                                  |
| Ana Maria Nascimento e Silva | Tatiana Bueno                              |
| Baby Garroux                 | Natércia Bueno                             |
| Fausto Rocha Jr.             | Fábio Costa                                |
| David José                   | Dr. Carlos Moreira                         |
| Osmar de Mattos              | Bebeto                                     |
| Helô Pinheiro                | Elisa                                      |
| Ruthinéa de Moraes           | Mimi                                       |
| Arlindo Barreto              | Ronaldo                                    |
| André Loureiro               | Johnny                                     |
| Taumaturgo Ferreira          | Bruno                                      |
| Raymundo de Souza            | Zé Roberto                                 |
| Valdir Fernandes             | Rafael                                     |
| Betty Saddy                  | Carla                                      |
| Cássia Kiss                  | Flávia                                     |
| Roberto Bolant               | Lúcio                                      |
| Maria do Rocio               | Delly Polandrini                           |
| Paixão de Jesus              | Celia                                      |
| Afonso Nigro                 | Raul Polandrini Júnior (Júnior)            |

### Participações especiais
| Ator/Atriz          | Personagem      |
| ------------------- | --------------- |
| Líbero Ripoli Filho | Sandro Borelli  |
| Sebastião Campos    | Raul Polandrini |
| João Kleber         | Camané          |
| Edith Siqueira      | Maria Totonha   |

## Reprises
Cara a Cara foi reprisada em três oportunidades: de 6 de outubro de 1980 a 26 de junho de 1981, pela manhã; de 28 de novembro de 1983 a 10 de fevereiro de 1984, às 18h; Em 1991, às 11h da manhã.

## Audiência
Por ter Fernanda Montenegro como protagonista, a Band esperava atingir a vice-liderança com a novela e para isso fez uma estrondosa campanha de publicidade nos jornais, revistas e outdoors anunciando "a nova novela de Fernanda Montenegro". Cara a Cara estreou com apenas 5 pontos de audiência, reinaugurando uma faixa considerada "morta", até então ocupada por filmes da década de 1940. Questionado sobre o baixo índice inicial, Carlos Augusto de Oliveira, diretor da emissora, disse "A tendência real é que Cara a Cara só vai ser conhecida daqui a 60 ou 90 dias. Não fazíamos novela antes, é um trabalho de conquistar um público novo".
E de fato isso aconteceu: a partir do segundo mês a trama foi crescendo na audiência e tirou a vice-liderança de Dinheiro Vivo, da Rede Tupi, chegando a marcar 15 pontos.